# 951 (numero)
Novecentocinquantuno (951) è il numero naturale dopo il 950 e prima del 952.

## Proprietà matematiche
- È un numero dispari.
- È un numero composto con 4 divisori: 1, 3, 317, 951. Poiché la somma dei suoi divisori (escluso il numero stesso) è 321 < 951, è un numero difettivo.
- È un numero semiprimo.
- È un numero omirpimes.
- È un numero palindromo nel sistema binario, nel sistema posizionale a base 25 (1D1). In quest'ultima base è altresì un numero ondulante
- È un numero malvagio.
- È un numero intero privo di quadrati.
- È un numero nontotiente in quanto dispari e diverso da 1.
- È un numero colombiano nel sistema numerico decimale.
- È parte delle terne pitagoriche  (225, 924, 951), (951, 1268, 1585), (951, 50240, 50249), (951, 150732, 150735), (951, 452200, 452201).

## Astronomia
- 951 Gaspra è un asteroide della fascia principale del sistema solare.
- NGC 951 è un galassia spirale della costellazione della Balena.

## Astronautica
- Cosmos 951 è un satellite artificiale russo.